# Torneo de la División I de Baloncesto Masculino de la NCAA de 2017
El Torneo de la División I de Baloncesto Masculino de la NCAA de 2017 se celebró para determinar el Campeón de la División I de la NCAA. Fueron 68 los equipos que disputaron la fase final, organizándose una ronda previa que daba acceso a la fase final entre 8 equipos, de los que cuatro se incorporarían a cada uno de los cuadros regionales. La Final Four se disputó en el Estadio de la Universidad de Phoenix de Glendale, Arizona.
Los ganadores fueron el equipo de la Universidad de Carolina del Norte, que lograban su sexto campeonato en once finales disputadas, el primero tras el conseguido en 2009, derrotando en la final a la Universidad Gonzaga, que disputaba su primera Final Four. Joel Berry II, de los Tar Heels, fue considerado Mejor Jugador del Torneo.

## Equipos
| East Regional – Madison Square Garden, New York City, Nueva York | East Regional – Madison Square Garden, New York City, Nueva York | East Regional – Madison Square Garden, New York City, Nueva York | East Regional – Madison Square Garden, New York City, Nueva York | East Regional – Madison Square Garden, New York City, Nueva York | East Regional – Madison Square Garden, New York City, Nueva York | East Regional – Madison Square Garden, New York City, Nueva York |
| Rank.                                                            | Universidad                                                      | Conferencia                                                      | Record                                                           | Tipo invitación                                                  | Rank. General                                                    |                                                                  |
| ---------------------------------------------------------------- | ---------------------------------------------------------------- | ---------------------------------------------------------------- | ---------------------------------------------------------------- | ---------------------------------------------------------------- | ---------------------------------------------------------------- | ---------------------------------------------------------------- |
| 1                                                                | Villanova                                                        | Big East                                                         | 31–3                                                             | Automática                                                       | 1                                                                |                                                                  |
| 2                                                                | Duke                                                             | ACC                                                              | 27–8                                                             | Automática                                                       | 7                                                                |                                                                  |
| 3                                                                | Baylor                                                           | Big 12                                                           | 25–7                                                             | General                                                          | 12                                                               |                                                                  |
| 4                                                                | Florida                                                          | SEC                                                              | 24–8                                                             | Automática                                                       | 14                                                               |                                                                  |
| 5                                                                | Virginia                                                         | ACC                                                              | 22–10                                                            | General                                                          | 17                                                               |                                                                  |
| 6                                                                | SMU                                                              | American                                                         | 30–4                                                             | Automática                                                       | 21                                                               |                                                                  |
| 7                                                                | South Carolina                                                   | SEC                                                              | 22–10                                                            | General                                                          | 26                                                               |                                                                  |
| 8                                                                | Wisconsin                                                        | Big Ten                                                          | 25–9                                                             | General                                                          | 29                                                               |                                                                  |
| 9                                                                | Virginia Tech                                                    | ACC                                                              | 22–10                                                            | General                                                          | 36                                                               |                                                                  |
| 10                                                               | Marquette                                                        | Big East                                                         | 19–12                                                            | General                                                          | 39                                                               |                                                                  |
| 11*                                                              | Providence                                                       | Big East                                                         | 20–12                                                            | General                                                          | 42                                                               |                                                                  |
| 11*                                                              | USC                                                              | Pac-12                                                           | 24–9                                                             | General                                                          | 45                                                               |                                                                  |
| 12                                                               | UNC Wilmington                                                   | CAA                                                              | 29–5                                                             | Automática                                                       | 49                                                               |                                                                  |
| 13                                                               | East Tennessee State                                             | Southern                                                         | 27–7                                                             | Automática                                                       | 52                                                               |                                                                  |
| 14                                                               | New Mexico State                                                 | WAC                                                              | 28–5                                                             | Automática                                                       | 55                                                               |                                                                  |
| 15                                                               | Troy                                                             | Sun Belt                                                         | 22–14                                                            | Automática                                                       | 60                                                               |                                                                  |
| 16*                                                              | Mount St. Mary's                                                 | NEC                                                              | 19–15                                                            | Automática                                                       | 68                                                               |                                                                  |
| 16*                                                              | New Orleans                                                      | Southland                                                        | 20–11                                                            | Automática                                                       | 67                                                               |                                                                  |

| West Regional – SAP Center, San Jose, California | West Regional – SAP Center, San Jose, California | West Regional – SAP Center, San Jose, California | West Regional – SAP Center, San Jose, California | West Regional – SAP Center, San Jose, California | West Regional – SAP Center, San Jose, California | West Regional – SAP Center, San Jose, California |
| Rank.                                            | Universidad                                      | Conferencia                                      | Record                                           | Tipo invitación                                  | Rank. General                                    |                                                  |
| ------------------------------------------------ | ------------------------------------------------ | ------------------------------------------------ | ------------------------------------------------ | ------------------------------------------------ | ------------------------------------------------ | ------------------------------------------------ |
| 1                                                | Gonzaga                                          | WCC                                              | 32–1                                             | Automática                                       | 4                                                |                                                  |
| 2                                                | Arizona                                          | Pac-12                                           | 30–4                                             | Automática                                       | 6                                                |                                                  |
| 3                                                | Florida State                                    | ACC                                              | 25–8                                             | General                                          | 10                                               |                                                  |
| 4                                                | West Virginia                                    | Big 12                                           | 26–8                                             | General                                          | 15                                               |                                                  |
| 5                                                | Notre Dame                                       | ACC                                              | 25–9                                             | General                                          | 19                                               |                                                  |
| 6                                                | Maryland                                         | Big Ten                                          | 24–8                                             | General                                          | 23                                               |                                                  |
| 7                                                | Saint Mary's                                     | WCC                                              | 28–4                                             | General                                          | 25                                               |                                                  |
| 8                                                | Northwestern                                     | Big Ten                                          | 23–11                                            | General                                          | 32                                               |                                                  |
| 9                                                | Vanderbilt                                       | SEC                                              | 19–15                                            | General                                          | 33                                               |                                                  |
| 10                                               | VCU                                              | Atlantic 10                                      | 26–8                                             | General                                          | 40                                               |                                                  |
| 11                                               | Xavier                                           | Big East                                         | 21–13                                            | General                                          | 41                                               |                                                  |
| 12                                               | Princeton                                        | Ivy League                                       | 23–6                                             | Automática                                       | 50                                               |                                                  |
| 13                                               | Bucknell                                         | Patriot                                          | 26–8                                             | Automática                                       | 51                                               |                                                  |
| 14                                               | Florida Gulf Coast                               | Atlantic Sun                                     | 26–7                                             | Automática                                       | 56                                               |                                                  |
| 15                                               | North Dakota                                     | Big Sky                                          | 22–9                                             | Automática                                       | 62                                               |                                                  |
| 16                                               | South Dakota State                               | Summit League                                    | 18–16                                            | Automática                                       | 64                                               |                                                  |

| Midwest Regional – Sprint Center, Kansas City, Misuri | Midwest Regional – Sprint Center, Kansas City, Misuri | Midwest Regional – Sprint Center, Kansas City, Misuri | Midwest Regional – Sprint Center, Kansas City, Misuri | Midwest Regional – Sprint Center, Kansas City, Misuri | Midwest Regional – Sprint Center, Kansas City, Misuri | Midwest Regional – Sprint Center, Kansas City, Misuri |
| Rank.                                                 | Universidad                                           | Conferencia                                           | Record                                                | Tipo invitación                                       | Rank. General                                         |                                                       |
| ----------------------------------------------------- | ----------------------------------------------------- | ----------------------------------------------------- | ----------------------------------------------------- | ----------------------------------------------------- | ----------------------------------------------------- | ----------------------------------------------------- |
| 1                                                     | Kansas                                                | Big 12                                                | 28–4                                                  | General                                               | 2                                                     |                                                       |
| 2                                                     | Louisville                                            | ACC                                                   | 24–8                                                  | General                                               | 8                                                     |                                                       |
| 3                                                     | Oregón                                                | Pac-12                                                | 29–5                                                  | General                                               | 9                                                     |                                                       |
| 4                                                     | Purdue                                                | Big Ten                                               | 25–7                                                  | General                                               | 16                                                    |                                                       |
| 5                                                     | Iowa State                                            | Big 12                                                | 23–10                                                 | Automática                                            | 20                                                    |                                                       |
| 6                                                     | Creighton                                             | Big East                                              | 25–9                                                  | General                                               | 24                                                    |                                                       |
| 7                                                     | Míchigan                                              | Big Ten                                               | 24–11                                                 | Automática                                            | 27                                                    |                                                       |
| 8                                                     | Miami (FL)                                            | ACC                                                   | 21–11                                                 | General                                               | 30                                                    |                                                       |
| 9                                                     | Michigan State                                        | Big Ten                                               | 19–14                                                 | General                                               | 35                                                    |                                                       |
| 10                                                    | Oklahoma State                                        | Big 12                                                | 20–12                                                 | General                                               | 37                                                    |                                                       |
| 11                                                    | Rhode Island                                          | Atlantic 10                                           | 24–9                                                  | Automática                                            | 44                                                    |                                                       |
| 12                                                    | Nevada                                                | Mountain West                                         | 28–6                                                  | Automática                                            | 47                                                    |                                                       |
| 13                                                    | Vermont                                               | America East                                          | 29–5                                                  | Automática                                            | 53                                                    |                                                       |
| 14                                                    | Iona                                                  | MAAC                                                  | 22–12                                                 | Automática                                            | 58                                                    |                                                       |
| 15                                                    | Jacksonville State                                    | Ohio Valley                                           | 20–14                                                 | Automática                                            | 61                                                    |                                                       |
| 16*                                                   | North Carolina Central                                | MEAC                                                  | 25–8                                                  | Automática                                            | 66                                                    |                                                       |
| 16*                                                   | UC Davis                                              | Big West                                              | 22–12                                                 | Automática                                            | 65                                                    |                                                       |

| South Regional – FedExForum, Memphis, Tennessee | South Regional – FedExForum, Memphis, Tennessee | South Regional – FedExForum, Memphis, Tennessee | South Regional – FedExForum, Memphis, Tennessee | South Regional – FedExForum, Memphis, Tennessee | South Regional – FedExForum, Memphis, Tennessee | South Regional – FedExForum, Memphis, Tennessee |
| Rank.                                           | Universidad                                     | Conferencia                                     | Record                                          | Tipo invitación                                 | Rank. General                                   |                                                 |
| ----------------------------------------------- | ----------------------------------------------- | ----------------------------------------------- | ----------------------------------------------- | ----------------------------------------------- | ----------------------------------------------- | ----------------------------------------------- |
| 1                                               | North Carolina                                  | ACC                                             | 27–7                                            | General                                         | 3                                               |                                                 |
| 2                                               | Kentucky                                        | SEC                                             | 29–5                                            | Automática                                      | 5                                               |                                                 |
| 3                                               | UCLA                                            | Pac-12                                          | 29–4                                            | General                                         | 11                                              |                                                 |
| 4                                               | Butler                                          | Big East                                        | 23–8                                            | General                                         | 13                                              |                                                 |
| 5                                               | Minnesota                                       | Big Ten                                         | 24–9                                            | General                                         | 18                                              |                                                 |
| 6                                               | Cincinnati                                      | American                                        | 29–5                                            | General                                         | 22                                              |                                                 |
| 7                                               | Dayton                                          | Atlantic 10                                     | 24–7                                            | General                                         | 28                                              |                                                 |
| 8                                               | Arkansas                                        | SEC                                             | 25–9                                            | General                                         | 31                                              |                                                 |
| 9                                               | Seton Hall                                      | Big East                                        | 21–11                                           | General                                         | 34                                              |                                                 |
| 10                                              | Wichita State                                   | Missouri Valley                                 | 30–4                                            | Automática                                      | 38                                              |                                                 |
| 11*                                             | Kansas State                                    | Big 12                                          | 20–13                                           | General                                         | 46                                              |                                                 |
| 11*                                             | Wake Forest                                     | ACC                                             | 19–13                                           | General                                         | 43                                              |                                                 |
| 12                                              | Middle Tennessee                                | Conference USA                                  | 30–4                                            | Automática                                      | 48                                              |                                                 |
| 13                                              | Winthrop                                        | Big South                                       | 26–6                                            | Automática                                      | 54                                              |                                                 |
| 14                                              | Kent State                                      | MAC                                             | 22–13                                           | Automática                                      | 57                                              |                                                 |
| 15                                              | Northern Kentucky                               | Horizon                                         | 24–10                                           | Automática                                      | 59                                              |                                                 |
| 16                                              | Texas Southern                                  | SWAC                                            | 23–11                                           | Automática                                      | 63                                              |                                                 |

## Fase final
* – Denota partido con prórroga.

### First Four – Dayton, Ohio
|  | 14 de marzo – East Region |                  |    |  |
|  |                           |                  |    |  |
|  | 16                        | Mount St. Mary's | 67 |  |
|  | 16                        | Mount St. Mary's | 67 |  |
|  | 16                        | New Orleans      | 66 |  |
|  | 16                        | New Orleans      | 66 |  |

|  | 14 de marzo – South Region |              |    |  |
|  |                            |              |    |  |
|  | 11                         | Kansas State | 95 |  |
|  | 11                         | Kansas State | 95 |  |
|  | 11                         | Wake Forest  | 88 |  |
|  | 11                         | Wake Forest  | 88 |  |

|  | 15 de marzo – Midwest Region |                        |    |  |
|  |                              |                        |    |  |
|  | 16                           | North Carolina Central | 63 |  |
|  | 16                           | North Carolina Central | 63 |  |
|  | 16                           | UC Davis               | 67 |  |
|  | 16                           | UC Davis               | 67 |  |

|  | 15 de marzo – East Region |            |    |  |
|  |                           |            |    |  |
|  | 11                        | Providence | 71 |  |
|  | 11                        | Providence | 71 |  |
|  | 11                        | USC        | 75 |  |
|  | 11                        | USC        | 75 |  |

### East Regional – New York City, New York
|  | 2.ª ronda Ronda de 64 16-17 de marzo | 2.ª ronda Ronda de 64 16-17 de marzo | 2.ª ronda Ronda de 64 16-17 de marzo |                |     | 3.ª ronda Ronda de 32 18-19 de marzo | 3.ª ronda Ronda de 32 18-19 de marzo | 3.ª ronda Ronda de 32 18-19 de marzo |  |   | Semifinales Regionales Sweet 16 24 de marzo | Semifinales Regionales Sweet 16 24 de marzo | Semifinales Regionales Sweet 16 24 de marzo |  |   | Final Regional Elite 8 26 de marzo | Final Regional Elite 8 26 de marzo | Final Regional Elite 8 26 de marzo |  |
|  |                                      |                                      |                                      |                |     |                                      |                                      |                                      |  |   |                                             |                                             |                                             |  |   |                                    |                                    |                                    |  |
|  |                                      |                                      |                                      |                |     |                                      |                                      |                                      |  |   |                                             |                                             |                                             |  |   |                                    |                                    |                                    |  |
|  | 1                                    | Villanova                            | 76                                   |                |     |                                      |                                      |                                      |  |   |                                             |                                             |                                             |  |   |                                    |                                    |                                    |  |
|  | 1                                    | Villanova                            | 76                                   |                |     |                                      |                                      |                                      |  |   |                                             |                                             |                                             |  |   |                                    |                                    |                                    |  |
|  | 16                                   | Mount St. Mary's                     | 56                                   |                |     |                                      |                                      |                                      |  |   |                                             |                                             |                                             |  |   |                                    |                                    |                                    |  |
|  | 16                                   | Mount St. Mary's                     | 56                                   |                | 1   | Villanova                            | 62                                   |                                      |  |   |                                             |                                             |                                             |  |   |                                    |                                    |                                    |  |
|  | Buffalo                              |                                      |                                      |                | 1   | Villanova                            | 62                                   |                                      |  |   |                                             |                                             |                                             |  |   |                                    |                                    |                                    |  |
|  |                                      |                                      | 8                                    | Wisconsin      | 65  |                                      |                                      |                                      |  |   |                                             |                                             |                                             |  |   |                                    |                                    |                                    |  |
|  | 8                                    | Wisconsin                            | 8                                    | Wisconsin      | 65  | 84                                   |                                      |                                      |  |   |                                             |                                             |                                             |  |   |                                    |                                    |                                    |  |
|  | 8                                    | Wisconsin                            |                                      |                |     |                                      |                                      |                                      |  |   |                                             |                                             |                                             |  |   |                                    |                                    |                                    |  |
|  | 9                                    | Virginia Tech                        | 74                                   |                |     |                                      |                                      |                                      |  |   |                                             |                                             |                                             |  |   |                                    |                                    |                                    |  |
|  | 9                                    | Virginia Tech                        | 74                                   |                |     |                                      |                                      |                                      |  | 8 | Wisconsin                                   | 83                                          |                                             |  |   |                                    |                                    |                                    |  |
|  |                                      |                                      |                                      |                |     |                                      |                                      |                                      |  | 8 | Wisconsin                                   | 83                                          |                                             |  |   |                                    |                                    |                                    |  |
|  |                                      |                                      | 4                                    | Florida        | 84* |                                      |                                      |                                      |  |   |                                             |                                             |                                             |  |   |                                    |                                    |                                    |  |
|  | 5                                    | Virginia                             | 4                                    | Florida        | 84* | 76                                   |                                      |                                      |  |   |                                             |                                             |                                             |  |   |                                    |                                    |                                    |  |
|  | 5                                    | Virginia                             |                                      |                |     |                                      |                                      |                                      |  |   |                                             |                                             |                                             |  |   |                                    |                                    |                                    |  |
|  | 12                                   | UNC Wilmington                       | 71                                   |                |     |                                      |                                      |                                      |  |   |                                             |                                             |                                             |  |   |                                    |                                    |                                    |  |
|  | 12                                   | UNC Wilmington                       | 71                                   |                | 5   | Virginia                             | 39                                   |                                      |  |   |                                             |                                             |                                             |  |   |                                    |                                    |                                    |  |
|  | Orlando                              |                                      |                                      |                | 5   | Virginia                             | 39                                   |                                      |  |   |                                             |                                             |                                             |  |   |                                    |                                    |                                    |  |
|  |                                      |                                      | 4                                    | Florida        | 65  |                                      |                                      |                                      |  |   |                                             |                                             |                                             |  |   |                                    |                                    |                                    |  |
|  | 4                                    | Florida                              | 4                                    | Florida        | 65  | 80                                   |                                      |                                      |  |   |                                             |                                             |                                             |  |   |                                    |                                    |                                    |  |
|  | 4                                    | Florida                              |                                      |                |     |                                      |                                      |                                      |  |   |                                             |                                             |                                             |  |   |                                    |                                    |                                    |  |
|  | 13                                   | East Tennessee State                 | 65                                   |                |     |                                      |                                      |                                      |  |   |                                             |                                             |                                             |  |   |                                    |                                    |                                    |  |
|  | 13                                   | East Tennessee State                 | 65                                   |                |     |                                      |                                      |                                      |  |   |                                             |                                             |                                             |  | 4 | Florida                            | 70                                 |                                    |  |
|  |                                      |                                      |                                      |                |     |                                      |                                      |                                      |  |   |                                             |                                             |                                             |  | 4 | Florida                            | 70                                 |                                    |  |
|  |                                      |                                      | 7                                    | South Carolina | 77  |                                      |                                      |                                      |  |   |                                             |                                             |                                             |  |   |                                    |                                    |                                    |  |
|  | 6                                    | SMU                                  | 7                                    | South Carolina | 77  | 65                                   |                                      |                                      |  |   |                                             |                                             |                                             |  |   |                                    |                                    |                                    |  |
|  | 6                                    | SMU                                  |                                      |                |     |                                      |                                      |                                      |  |   |                                             |                                             |                                             |  |   |                                    |                                    |                                    |  |
|  | 11                                   | USC                                  | 66                                   |                |     |                                      |                                      |                                      |  |   |                                             |                                             |                                             |  |   |                                    |                                    |                                    |  |
|  | 11                                   | USC                                  | 66                                   |                | 11  | USC                                  | 78                                   |                                      |  |   |                                             |                                             |                                             |  |   |                                    |                                    |                                    |  |
|  | Tulsa                                |                                      |                                      |                | 11  | USC                                  | 78                                   |                                      |  |   |                                             |                                             |                                             |  |   |                                    |                                    |                                    |  |
|  |                                      |                                      | 3                                    | Baylor         | 82  |                                      |                                      |                                      |  |   |                                             |                                             |                                             |  |   |                                    |                                    |                                    |  |
|  | 3                                    | Baylor                               | 3                                    | Baylor         | 82  | 91                                   |                                      |                                      |  |   |                                             |                                             |                                             |  |   |                                    |                                    |                                    |  |
|  | 3                                    | Baylor                               |                                      |                |     |                                      |                                      |                                      |  |   |                                             |                                             |                                             |  |   |                                    |                                    |                                    |  |
|  | 14                                   | New Mexico State                     | 73                                   |                |     |                                      |                                      |                                      |  |   |                                             |                                             |                                             |  |   |                                    |                                    |                                    |  |
|  | 14                                   | New Mexico State                     | 73                                   |                |     |                                      |                                      |                                      |  | 3 | Baylor                                      | 50                                          |                                             |  |   |                                    |                                    |                                    |  |
|  |                                      |                                      |                                      |                |     |                                      |                                      |                                      |  | 3 | Baylor                                      | 50                                          |                                             |  |   |                                    |                                    |                                    |  |
|  |                                      |                                      | 7                                    | South Carolina | 70  |                                      |                                      |                                      |  |   |                                             |                                             |                                             |  |   |                                    |                                    |                                    |  |
|  | 7                                    | South Carolina                       | 7                                    | South Carolina | 70  | 93                                   |                                      |                                      |  |   |                                             |                                             |                                             |  |   |                                    |                                    |                                    |  |
|  | 7                                    | South Carolina                       |                                      |                |     |                                      |                                      |                                      |  |   |                                             |                                             |                                             |  |   |                                    |                                    |                                    |  |
|  | 10                                   | Marquette                            | 73                                   |                |     |                                      |                                      |                                      |  |   |                                             |                                             |                                             |  |   |                                    |                                    |                                    |  |
|  | 10                                   | Marquette                            | 73                                   |                | 7   | South Carolina                       | 88                                   |                                      |  |   |                                             |                                             |                                             |  |   |                                    |                                    |                                    |  |
|  | Greenville                           |                                      |                                      |                | 7   | South Carolina                       | 88                                   |                                      |  |   |                                             |                                             |                                             |  |   |                                    |                                    |                                    |  |
|  |                                      |                                      | 2                                    | Duke           | 81  |                                      |                                      |                                      |  |   |                                             |                                             |                                             |  |   |                                    |                                    |                                    |  |
|  | 2                                    | Duke                                 | 2                                    | Duke           | 81  | 87                                   |                                      |                                      |  |   |                                             |                                             |                                             |  |   |                                    |                                    |                                    |  |
|  | 2                                    | Duke                                 |                                      |                |     |                                      |                                      |                                      |  |   |                                             |                                             |                                             |  |   |                                    |                                    |                                    |  |
|  | 15                                   | Troy                                 | 65                                   |                |     |                                      |                                      |                                      |  |   |                                             |                                             |                                             |  |   |                                    |                                    |                                    |  |
|  | 15                                   | Troy                                 | 65                                   |                |     |                                      |                                      |                                      |  |   |                                             |                                             |                                             |  |   |                                    |                                    |                                    |  |
|  |                                      |                                      |                                      |                |     |                                      |                                      |                                      |  |   |                                             |                                             |                                             |  |   |                                    |                                    |                                    |  |

#### Final East Regional
| Domingo, 26 de marzo | #7 South Carolina Gamecocks                               | 77–70                              | #4 Florida Gators                                  | |  |
| 2:20 p. m. EDT       | Marcador por tiempos: 33–40, 44–30                        | Marcador por tiempos: 33–40, 44–30 | Marcador por tiempos: 33–40, 44–30                 | |  |
|                      | Estadísticas S. Thornwell – 26 C. Silva – 9 D. Notice – 3 | Reporte Pts Reb Asts               | Estadísticas J. Leon – 18 K. Hayes – 8 K. Hill – 5 | Pabellón: Madison Square Garden – New York City, NY Asistencia: 20.047 espectadores Árbitros: Ron Groover, Jeffrey Anderson, Mike Eades Televisión: CBS |  |

#### Mejor quinteto del East Regional
- Sindarius Thornwell (Sr, South Carolina) – Mejor jugador del torneo[2]
- P. J. Dozier (So, South Carolina)
- KeVaughn Allen (So, Florida)
- Chris Chiozza (Jr, Florida)
- Nigel Hayes (Sr, Wisconsin)

### West Regional – San Jose, California
|  | 2.ª ronda Ronda de 64 16 de marzo | 2.ª ronda Ronda de 64 16 de marzo | 2.ª ronda Ronda de 64 16 de marzo |               |    | 3.ª ronda Ronda de 32 18 de marzo | 3.ª ronda Ronda de 32 18 de marzo | 3.ª ronda Ronda de 32 18 de marzo |  |    | Semifinales Regionales Sweet 16 23 de marzo | Semifinales Regionales Sweet 16 23 de marzo | Semifinales Regionales Sweet 16 23 de marzo |  |   | Final Regional Elite 8 25 de marzo | Final Regional Elite 8 25 de marzo | Final Regional Elite 8 25 de marzo |  |
|  |                                   |                                   |                                   |               |    |                                   |                                   |                                   |  |    |                                             |                                             |                                             |  |   |                                    |                                    |                                    |  |
|  |                                   |                                   |                                   |               |    |                                   |                                   |                                   |  |    |                                             |                                             |                                             |  |   |                                    |                                    |                                    |  |
|  | 1                                 | Gonzaga                           | 66                                |               |    |                                   |                                   |                                   |  |    |                                             |                                             |                                             |  |   |                                    |                                    |                                    |  |
|  | 1                                 | Gonzaga                           | 66                                |               |    |                                   |                                   |                                   |  |    |                                             |                                             |                                             |  |   |                                    |                                    |                                    |  |
|  | 16                                | South Dakota State                | 46                                |               |    |                                   |                                   |                                   |  |    |                                             |                                             |                                             |  |   |                                    |                                    |                                    |  |
|  | 16                                | South Dakota State                | 46                                |               | 1  | Gonzaga                           | 79                                |                                   |  |    |                                             |                                             |                                             |  |   |                                    |                                    |                                    |  |
|  | Salt Lake City                    |                                   |                                   |               | 1  | Gonzaga                           | 79                                |                                   |  |    |                                             |                                             |                                             |  |   |                                    |                                    |                                    |  |
|  |                                   |                                   | 8                                 | Northwestern  | 73 |                                   |                                   |                                   |  |    |                                             |                                             |                                             |  |   |                                    |                                    |                                    |  |
|  | 8                                 | Northwestern                      | 8                                 | Northwestern  | 73 | 68                                |                                   |                                   |  |    |                                             |                                             |                                             |  |   |                                    |                                    |                                    |  |
|  | 8                                 | Northwestern                      |                                   |               |    |                                   |                                   |                                   |  |    |                                             |                                             |                                             |  |   |                                    |                                    |                                    |  |
|  | 9                                 | Vanderbilt                        | 66                                |               |    |                                   |                                   |                                   |  |    |                                             |                                             |                                             |  |   |                                    |                                    |                                    |  |
|  | 9                                 | Vanderbilt                        | 66                                |               |    |                                   |                                   |                                   |  | 1  | Gonzaga                                     | 61                                          |                                             |  |   |                                    |                                    |                                    |  |
|  |                                   |                                   |                                   |               |    |                                   |                                   |                                   |  | 1  | Gonzaga                                     | 61                                          |                                             |  |   |                                    |                                    |                                    |  |
|  |                                   |                                   | 4                                 | West Virginia | 58 |                                   |                                   |                                   |  |    |                                             |                                             |                                             |  |   |                                    |                                    |                                    |  |
|  | 5                                 | Notre Dame                        | 4                                 | West Virginia | 58 | 60                                |                                   |                                   |  |    |                                             |                                             |                                             |  |   |                                    |                                    |                                    |  |
|  | 5                                 | Notre Dame                        |                                   |               |    |                                   |                                   |                                   |  |    |                                             |                                             |                                             |  |   |                                    |                                    |                                    |  |
|  | 12                                | Princeton                         | 58                                |               |    |                                   |                                   |                                   |  |    |                                             |                                             |                                             |  |   |                                    |                                    |                                    |  |
|  | 12                                | Princeton                         | 58                                |               | 5  | Notre Dame                        | 71                                |                                   |  |    |                                             |                                             |                                             |  |   |                                    |                                    |                                    |  |
|  | Buffalo                           |                                   |                                   |               | 5  | Notre Dame                        | 71                                |                                   |  |    |                                             |                                             |                                             |  |   |                                    |                                    |                                    |  |
|  |                                   |                                   | 4                                 | West Virginia | 83 |                                   |                                   |                                   |  |    |                                             |                                             |                                             |  |   |                                    |                                    |                                    |  |
|  | 4                                 | West Virginia                     | 4                                 | West Virginia | 83 | 86                                |                                   |                                   |  |    |                                             |                                             |                                             |  |   |                                    |                                    |                                    |  |
|  | 4                                 | West Virginia                     |                                   |               |    |                                   |                                   |                                   |  |    |                                             |                                             |                                             |  |   |                                    |                                    |                                    |  |
|  | 13                                | Bucknell                          | 80                                |               |    |                                   |                                   |                                   |  |    |                                             |                                             |                                             |  |   |                                    |                                    |                                    |  |
|  | 13                                | Bucknell                          | 80                                |               |    |                                   |                                   |                                   |  |    |                                             |                                             |                                             |  | 1 | Gonzaga                            | 83                                 |                                    |  |
|  |                                   |                                   |                                   |               |    |                                   |                                   |                                   |  |    |                                             |                                             |                                             |  | 1 | Gonzaga                            | 83                                 |                                    |  |
|  |                                   |                                   | 11                                | Xavier        | 59 |                                   |                                   |                                   |  |    |                                             |                                             |                                             |  |   |                                    |                                    |                                    |  |
|  | 6                                 | Maryland                          | 11                                | Xavier        | 59 | 65                                |                                   |                                   |  |    |                                             |                                             |                                             |  |   |                                    |                                    |                                    |  |
|  | 6                                 | Maryland                          |                                   |               |    |                                   |                                   |                                   |  |    |                                             |                                             |                                             |  |   |                                    |                                    |                                    |  |
|  | 11                                | Xavier                            | 76                                |               |    |                                   |                                   |                                   |  |    |                                             |                                             |                                             |  |   |                                    |                                    |                                    |  |
|  | 11                                | Xavier                            | 76                                |               | 11 | Xavier                            | 91                                |                                   |  |    |                                             |                                             |                                             |  |   |                                    |                                    |                                    |  |
|  | Orlando                           |                                   |                                   |               | 11 | Xavier                            | 91                                |                                   |  |    |                                             |                                             |                                             |  |   |                                    |                                    |                                    |  |
|  |                                   |                                   | 3                                 | Florida State | 66 |                                   |                                   |                                   |  |    |                                             |                                             |                                             |  |   |                                    |                                    |                                    |  |
|  | 3                                 | Florida State                     | 3                                 | Florida State | 66 | 86                                |                                   |                                   |  |    |                                             |                                             |                                             |  |   |                                    |                                    |                                    |  |
|  | 3                                 | Florida State                     |                                   |               |    |                                   |                                   |                                   |  |    |                                             |                                             |                                             |  |   |                                    |                                    |                                    |  |
|  | 14                                | Florida Gulf Coast                | 80                                |               |    |                                   |                                   |                                   |  |    |                                             |                                             |                                             |  |   |                                    |                                    |                                    |  |
|  | 14                                | Florida Gulf Coast                | 80                                |               |    |                                   |                                   |                                   |  | 11 | Xavier                                      | 73                                          |                                             |  |   |                                    |                                    |                                    |  |
|  |                                   |                                   |                                   |               |    |                                   |                                   |                                   |  | 11 | Xavier                                      | 73                                          |                                             |  |   |                                    |                                    |                                    |  |
|  |                                   |                                   | 2                                 | Arizona       | 71 |                                   |                                   |                                   |  |    |                                             |                                             |                                             |  |   |                                    |                                    |                                    |  |
|  | 7                                 | Saint Mary's                      | 2                                 | Arizona       | 71 | 85                                |                                   |                                   |  |    |                                             |                                             |                                             |  |   |                                    |                                    |                                    |  |
|  | 7                                 | Saint Mary's                      |                                   |               |    |                                   |                                   |                                   |  |    |                                             |                                             |                                             |  |   |                                    |                                    |                                    |  |
|  | 10                                | VCU                               | 77                                |               |    |                                   |                                   |                                   |  |    |                                             |                                             |                                             |  |   |                                    |                                    |                                    |  |
|  | 10                                | VCU                               | 77                                |               | 7  | Saint Mary's                      | 60                                |                                   |  |    |                                             |                                             |                                             |  |   |                                    |                                    |                                    |  |
|  | Salt Lake City                    |                                   |                                   |               | 7  | Saint Mary's                      | 60                                |                                   |  |    |                                             |                                             |                                             |  |   |                                    |                                    |                                    |  |
|  |                                   |                                   | 2                                 | Arizona       | 69 |                                   |                                   |                                   |  |    |                                             |                                             |                                             |  |   |                                    |                                    |                                    |  |
|  | 2                                 | Arizona                           | 2                                 | Arizona       | 69 | 100                               |                                   |                                   |  |    |                                             |                                             |                                             |  |   |                                    |                                    |                                    |  |
|  | 2                                 | Arizona                           |                                   |               |    |                                   |                                   |                                   |  |    |                                             |                                             |                                             |  |   |                                    |                                    |                                    |  |
|  | 15                                | North Dakota                      | 82                                |               |    |                                   |                                   |                                   |  |    |                                             |                                             |                                             |  |   |                                    |                                    |                                    |  |
|  | 15                                | North Dakota                      | 82                                |               |    |                                   |                                   |                                   |  |    |                                             |                                             |                                             |  |   |                                    |                                    |                                    |  |
|  |                                   |                                   |                                   |               |    |                                   |                                   |                                   |  |    |                                             |                                             |                                             |  |   |                                    |                                    |                                    |  |

#### Final West Regional
| Sábado, 25 de marzo | #11 Xavier Musketeers                                                             | 59–83                              | #1 Gonzaga Bulldogs                                                          | |  |
| 3:09 p. m. PDT      | Marcador por tiempos: 39–49, 20–34                                                | Marcador por tiempos: 39–49, 20–34 | Marcador por tiempos: 39–49, 20–34                                           | |  |
|                     | Estadísticas J.P. Macura – 18 K. Gates, T. Bluiett – 7 J.P. Macura, Q. Goodin – 2 | Reporte Pts Reb Asts               | Estadísticas N. Williams-Goss – 23 N. Williams-Goss – 8 N. Williams-Goss – 4 | Pabellón: SAP Center – San Jose, CA Asistencia: 17,011 espectadores Árbitros: James Breeding, Kipp Kissinger, Michael Stephens Televisión: TBS |  |

#### Mejor quinteto del West Regional
- Johnathan Williams (Jr, Gonzaga) – Mejor jugador del torneo[3]
- Trevon Bluiett (Jr, Xavier)
- J. P. Macura (Jr, Xavier)
- Jordan Mathews (Sr, Gonzaga)
- Nigel Williams-Goss (Jr, Gonzaga)

### Midwest Regional – Kansas City, Misuri
|  | 2.ª ronda Ronda de 64 16-17 de marzo | 2.ª ronda Ronda de 64 16-17 de marzo | 2.ª ronda Ronda de 64 16-17 de marzo |                |    | 3.ª ronda Ronda de 32 18-19 de marzo | 3.ª ronda Ronda de 32 18-19 de marzo | 3.ª ronda Ronda de 32 18-19 de marzo |  |   | Semifinales Regionales Sweet 16 23 de marzo | Semifinales Regionales Sweet 16 23 de marzo | Semifinales Regionales Sweet 16 23 de marzo |  |   | Final Regional Elite 8 25 de marzo | Final Regional Elite 8 25 de marzo | Final Regional Elite 8 25 de marzo |  |
|  |                                      |                                      |                                      |                |    |                                      |                                      |                                      |  |   |                                             |                                             |                                             |  |   |                                    |                                    |                                    |  |
|  |                                      |                                      |                                      |                |    |                                      |                                      |                                      |  |   |                                             |                                             |                                             |  |   |                                    |                                    |                                    |  |
|  | 1                                    | Kansas                               | 100                                  |                |    |                                      |                                      |                                      |  |   |                                             |                                             |                                             |  |   |                                    |                                    |                                    |  |
|  | 1                                    | Kansas                               | 100                                  |                |    |                                      |                                      |                                      |  |   |                                             |                                             |                                             |  |   |                                    |                                    |                                    |  |
|  | 16                                   | UC Davis                             | 62                                   |                |    |                                      |                                      |                                      |  |   |                                             |                                             |                                             |  |   |                                    |                                    |                                    |  |
|  | 16                                   | UC Davis                             | 62                                   |                | 1  | Kansas                               | 90                                   |                                      |  |   |                                             |                                             |                                             |  |   |                                    |                                    |                                    |  |
|  | Tulsa                                |                                      |                                      |                | 1  | Kansas                               | 90                                   |                                      |  |   |                                             |                                             |                                             |  |   |                                    |                                    |                                    |  |
|  |                                      |                                      | 9                                    | Michigan State | 70 |                                      |                                      |                                      |  |   |                                             |                                             |                                             |  |   |                                    |                                    |                                    |  |
|  | 8                                    | Miami (FL)                           | 9                                    | Michigan State | 70 | 58                                   |                                      |                                      |  |   |                                             |                                             |                                             |  |   |                                    |                                    |                                    |  |
|  | 8                                    | Miami (FL)                           |                                      |                |    |                                      |                                      |                                      |  |   |                                             |                                             |                                             |  |   |                                    |                                    |                                    |  |
|  | 9                                    | Michigan State                       | 78                                   |                |    |                                      |                                      |                                      |  |   |                                             |                                             |                                             |  |   |                                    |                                    |                                    |  |
|  | 9                                    | Michigan State                       | 78                                   |                |    |                                      |                                      |                                      |  | 1 | Kansas                                      | 98                                          |                                             |  |   |                                    |                                    |                                    |  |
|  |                                      |                                      |                                      |                |    |                                      |                                      |                                      |  | 1 | Kansas                                      | 98                                          |                                             |  |   |                                    |                                    |                                    |  |
|  |                                      |                                      | 4                                    | Purdue         | 66 |                                      |                                      |                                      |  |   |                                             |                                             |                                             |  |   |                                    |                                    |                                    |  |
|  | 5                                    | Iowa State                           | 4                                    | Purdue         | 66 | 84                                   |                                      |                                      |  |   |                                             |                                             |                                             |  |   |                                    |                                    |                                    |  |
|  | 5                                    | Iowa State                           |                                      |                |    |                                      |                                      |                                      |  |   |                                             |                                             |                                             |  |   |                                    |                                    |                                    |  |
|  | 12                                   | Nevada                               | 73                                   |                |    |                                      |                                      |                                      |  |   |                                             |                                             |                                             |  |   |                                    |                                    |                                    |  |
|  | 12                                   | Nevada                               | 73                                   |                | 5  | Iowa State                           | 76                                   |                                      |  |   |                                             |                                             |                                             |  |   |                                    |                                    |                                    |  |
|  | Milwaukee                            |                                      |                                      |                | 5  | Iowa State                           | 76                                   |                                      |  |   |                                             |                                             |                                             |  |   |                                    |                                    |                                    |  |
|  |                                      |                                      | 4                                    | Purdue         | 80 |                                      |                                      |                                      |  |   |                                             |                                             |                                             |  |   |                                    |                                    |                                    |  |
|  | 4                                    | Purdue                               | 4                                    | Purdue         | 80 | 80                                   |                                      |                                      |  |   |                                             |                                             |                                             |  |   |                                    |                                    |                                    |  |
|  | 4                                    | Purdue                               |                                      |                |    |                                      |                                      |                                      |  |   |                                             |                                             |                                             |  |   |                                    |                                    |                                    |  |
|  | 13                                   | Vermont                              | 70                                   |                |    |                                      |                                      |                                      |  |   |                                             |                                             |                                             |  |   |                                    |                                    |                                    |  |
|  | 13                                   | Vermont                              | 70                                   |                |    |                                      |                                      |                                      |  |   |                                             |                                             |                                             |  | 1 | Kansas                             | 60                                 |                                    |  |
|  |                                      |                                      |                                      |                |    |                                      |                                      |                                      |  |   |                                             |                                             |                                             |  | 1 | Kansas                             | 60                                 |                                    |  |
|  |                                      |                                      | 3                                    | Oregon         | 74 |                                      |                                      |                                      |  |   |                                             |                                             |                                             |  |   |                                    |                                    |                                    |  |
|  | 6                                    | Creighton                            | 3                                    | Oregon         | 74 | 72                                   |                                      |                                      |  |   |                                             |                                             |                                             |  |   |                                    |                                    |                                    |  |
|  | 6                                    | Creighton                            |                                      |                |    |                                      |                                      |                                      |  |   |                                             |                                             |                                             |  |   |                                    |                                    |                                    |  |
|  | 11                                   | Rhode Island                         | 84                                   |                |    |                                      |                                      |                                      |  |   |                                             |                                             |                                             |  |   |                                    |                                    |                                    |  |
|  | 11                                   | Rhode Island                         | 84                                   |                | 11 | Rhode Island                         | 72                                   |                                      |  |   |                                             |                                             |                                             |  |   |                                    |                                    |                                    |  |
|  | Sacramento                           |                                      |                                      |                | 11 | Rhode Island                         | 72                                   |                                      |  |   |                                             |                                             |                                             |  |   |                                    |                                    |                                    |  |
|  |                                      |                                      | 3                                    | Oregon         | 75 |                                      |                                      |                                      |  |   |                                             |                                             |                                             |  |   |                                    |                                    |                                    |  |
|  | 3                                    | Oregon                               | 3                                    | Oregon         | 75 | 93                                   |                                      |                                      |  |   |                                             |                                             |                                             |  |   |                                    |                                    |                                    |  |
|  | 3                                    | Oregon                               |                                      |                |    |                                      |                                      |                                      |  |   |                                             |                                             |                                             |  |   |                                    |                                    |                                    |  |
|  | 14                                   | Iona                                 | 77                                   |                |    |                                      |                                      |                                      |  |   |                                             |                                             |                                             |  |   |                                    |                                    |                                    |  |
|  | 14                                   | Iona                                 | 77                                   |                |    |                                      |                                      |                                      |  | 3 | Oregon                                      | 69                                          |                                             |  |   |                                    |                                    |                                    |  |
|  |                                      |                                      |                                      |                |    |                                      |                                      |                                      |  | 3 | Oregon                                      | 69                                          |                                             |  |   |                                    |                                    |                                    |  |
|  |                                      |                                      | 7                                    | Michigan       | 68 |                                      |                                      |                                      |  |   |                                             |                                             |                                             |  |   |                                    |                                    |                                    |  |
|  | 7                                    | Michigan                             | 7                                    | Michigan       | 68 | 92                                   |                                      |                                      |  |   |                                             |                                             |                                             |  |   |                                    |                                    |                                    |  |
|  | 7                                    | Michigan                             |                                      |                |    |                                      |                                      |                                      |  |   |                                             |                                             |                                             |  |   |                                    |                                    |                                    |  |
|  | 10                                   | Oklahoma State                       | 91                                   |                |    |                                      |                                      |                                      |  |   |                                             |                                             |                                             |  |   |                                    |                                    |                                    |  |
|  | 10                                   | Oklahoma State                       | 91                                   |                | 7  | Michigan                             | 73                                   |                                      |  |   |                                             |                                             |                                             |  |   |                                    |                                    |                                    |  |
|  | Indianapolis                         |                                      |                                      |                | 7  | Michigan                             | 73                                   |                                      |  |   |                                             |                                             |                                             |  |   |                                    |                                    |                                    |  |
|  |                                      |                                      | 2                                    | Louisville     | 69 |                                      |                                      |                                      |  |   |                                             |                                             |                                             |  |   |                                    |                                    |                                    |  |
|  | 2                                    | Louisville                           | 2                                    | Louisville     | 69 | 78                                   |                                      |                                      |  |   |                                             |                                             |                                             |  |   |                                    |                                    |                                    |  |
|  | 2                                    | Louisville                           |                                      |                |    |                                      |                                      |                                      |  |   |                                             |                                             |                                             |  |   |                                    |                                    |                                    |  |
|  | 15                                   | Jacksonville State                   | 63                                   |                |    |                                      |                                      |                                      |  |   |                                             |                                             |                                             |  |   |                                    |                                    |                                    |  |
|  | 15                                   | Jacksonville State                   | 63                                   |                |    |                                      |                                      |                                      |  |   |                                             |                                             |                                             |  |   |                                    |                                    |                                    |  |
|  |                                      |                                      |                                      |                |    |                                      |                                      |                                      |  |   |                                             |                                             |                                             |  |   |                                    |                                    |                                    |  |

#### Final Midwest Regional
| Sábado, 25 de marzo | #3 Oregon Ducks                                                 | 74–60                              | #1 Kansas Jayhawks                                         | |  |
| 7:49 p. m. CDT      | Marcador por tiempos: 44–33, 30–27                              | Marcador por tiempos: 44–33, 30–27 | Marcador por tiempos: 44–33, 30–27                         | |  |
|                     | Estadísticas T. Dorsey – 27 J. Bell – 13 J. Bell, D. Brooks – 4 | Reporte Pts Reb Asts               | Estadísticas F. Mason – 21 J. Jackson – 12 J. Jackson – 12 | Pabellón: Sprint Center – Kansas City, MO Asistencia: 18.643 espectadores Árbitros: Randy McCall, Terry Oglesby, Ted Valentine Televisión: TBS |  |

#### Mejor quinteto del Midwest Regional
- Jordan Bell (Jr., Oregon) – Mejor jugador del torneo[4]
- Frank Mason III (Sr, Kansas)
- Dillon Brooks (Jr, Oregon)
- Tyler Dorsey (So., Oregon)
- Josh Jackson (Fr, Kansas)

### South Regional – Memphis, Tennessee
|  | 2.ª ronda Ronda de 64 16-17 de marzo | 2.ª ronda Ronda de 64 16-17 de marzo | 2.ª ronda Ronda de 64 16-17 de marzo |          |    | 3.ª ronda Ronda de 32 18-19 de marzo | 3.ª ronda Ronda de 32 18-19 de marzo | 3.ª ronda Ronda de 32 18-19 de marzo |  |   | Semifinales Regionales Sweet 16 24 de marzo | Semifinales Regionales Sweet 16 24 de marzo | Semifinales Regionales Sweet 16 24 de marzo |  |   | Final Regional Elite 8 26 de marzo | Final Regional Elite 8 26 de marzo | Final Regional Elite 8 26 de marzo |  |
|  |                                      |                                      |                                      |          |    |                                      |                                      |                                      |  |   |                                             |                                             |                                             |  |   |                                    |                                    |                                    |  |
|  |                                      |                                      |                                      |          |    |                                      |                                      |                                      |  |   |                                             |                                             |                                             |  |   |                                    |                                    |                                    |  |
|  | 1                                    | North Carolina                       | 103                                  |          |    |                                      |                                      |                                      |  |   |                                             |                                             |                                             |  |   |                                    |                                    |                                    |  |
|  | 1                                    | North Carolina                       | 103                                  |          |    |                                      |                                      |                                      |  |   |                                             |                                             |                                             |  |   |                                    |                                    |                                    |  |
|  | 16                                   | Texas Southern                       | 64                                   |          |    |                                      |                                      |                                      |  |   |                                             |                                             |                                             |  |   |                                    |                                    |                                    |  |
|  | 16                                   | Texas Southern                       | 64                                   |          | 1  | North Carolina                       | 72                                   |                                      |  |   |                                             |                                             |                                             |  |   |                                    |                                    |                                    |  |
|  | Greenville                           |                                      |                                      |          | 1  | North Carolina                       | 72                                   |                                      |  |   |                                             |                                             |                                             |  |   |                                    |                                    |                                    |  |
|  |                                      |                                      | 8                                    | Arkansas | 65 |                                      |                                      |                                      |  |   |                                             |                                             |                                             |  |   |                                    |                                    |                                    |  |
|  | 8                                    | Arkansas                             | 8                                    | Arkansas | 65 | 77                                   |                                      |                                      |  |   |                                             |                                             |                                             |  |   |                                    |                                    |                                    |  |
|  | 8                                    | Arkansas                             |                                      |          |    |                                      |                                      |                                      |  |   |                                             |                                             |                                             |  |   |                                    |                                    |                                    |  |
|  | 9                                    | Seton Hall                           | 71                                   |          |    |                                      |                                      |                                      |  |   |                                             |                                             |                                             |  |   |                                    |                                    |                                    |  |
|  | 9                                    | Seton Hall                           | 71                                   |          |    |                                      |                                      |                                      |  | 1 | North Carolina                              | 92                                          |                                             |  |   |                                    |                                    |                                    |  |
|  |                                      |                                      |                                      |          |    |                                      |                                      |                                      |  | 1 | North Carolina                              | 92                                          |                                             |  |   |                                    |                                    |                                    |  |
|  |                                      |                                      | 4                                    | Butler   | 80 |                                      |                                      |                                      |  |   |                                             |                                             |                                             |  |   |                                    |                                    |                                    |  |
|  | 5                                    | Minnesota                            | 4                                    | Butler   | 80 | 72                                   |                                      |                                      |  |   |                                             |                                             |                                             |  |   |                                    |                                    |                                    |  |
|  | 5                                    | Minnesota                            |                                      |          |    |                                      |                                      |                                      |  |   |                                             |                                             |                                             |  |   |                                    |                                    |                                    |  |
|  | 12                                   | Middle Tennessee                     | 81                                   |          |    |                                      |                                      |                                      |  |   |                                             |                                             |                                             |  |   |                                    |                                    |                                    |  |
|  | 12                                   | Middle Tennessee                     | 81                                   |          | 12 | Middle Tennessee                     | 65                                   |                                      |  |   |                                             |                                             |                                             |  |   |                                    |                                    |                                    |  |
|  | Milwaukee                            |                                      |                                      |          | 12 | Middle Tennessee                     | 65                                   |                                      |  |   |                                             |                                             |                                             |  |   |                                    |                                    |                                    |  |
|  |                                      |                                      | 4                                    | Butler   | 74 |                                      |                                      |                                      |  |   |                                             |                                             |                                             |  |   |                                    |                                    |                                    |  |
|  | 4                                    | Butler                               | 4                                    | Butler   | 74 | 76                                   |                                      |                                      |  |   |                                             |                                             |                                             |  |   |                                    |                                    |                                    |  |
|  | 4                                    | Butler                               |                                      |          |    |                                      |                                      |                                      |  |   |                                             |                                             |                                             |  |   |                                    |                                    |                                    |  |
|  | 13                                   | Winthrop                             | 64                                   |          |    |                                      |                                      |                                      |  |   |                                             |                                             |                                             |  |   |                                    |                                    |                                    |  |
|  | 13                                   | Winthrop                             | 64                                   |          |    |                                      |                                      |                                      |  |   |                                             |                                             |                                             |  | 1 | North Carolina                     | 75                                 |                                    |  |
|  |                                      |                                      |                                      |          |    |                                      |                                      |                                      |  |   |                                             |                                             |                                             |  | 1 | North Carolina                     | 75                                 |                                    |  |
|  |                                      |                                      | 2                                    | Kentucky | 73 |                                      |                                      |                                      |  |   |                                             |                                             |                                             |  |   |                                    |                                    |                                    |  |
|  | 6                                    | Cincinnati                           | 2                                    | Kentucky | 73 | 75                                   |                                      |                                      |  |   |                                             |                                             |                                             |  |   |                                    |                                    |                                    |  |
|  | 6                                    | Cincinnati                           |                                      |          |    |                                      |                                      |                                      |  |   |                                             |                                             |                                             |  |   |                                    |                                    |                                    |  |
|  | 11                                   | Kansas State                         | 61                                   |          |    |                                      |                                      |                                      |  |   |                                             |                                             |                                             |  |   |                                    |                                    |                                    |  |
|  | 11                                   | Kansas State                         | 61                                   |          | 6  | Cincinnati                           | 67                                   |                                      |  |   |                                             |                                             |                                             |  |   |                                    |                                    |                                    |  |
|  | Sacramento                           |                                      |                                      |          | 6  | Cincinnati                           | 67                                   |                                      |  |   |                                             |                                             |                                             |  |   |                                    |                                    |                                    |  |
|  |                                      |                                      | 3                                    | UCLA     | 79 |                                      |                                      |                                      |  |   |                                             |                                             |                                             |  |   |                                    |                                    |                                    |  |
|  | 3                                    | UCLA                                 | 3                                    | UCLA     | 79 | 97                                   |                                      |                                      |  |   |                                             |                                             |                                             |  |   |                                    |                                    |                                    |  |
|  | 3                                    | UCLA                                 |                                      |          |    |                                      |                                      |                                      |  |   |                                             |                                             |                                             |  |   |                                    |                                    |                                    |  |
|  | 14                                   | Kent State                           | 80                                   |          |    |                                      |                                      |                                      |  |   |                                             |                                             |                                             |  |   |                                    |                                    |                                    |  |
|  | 14                                   | Kent State                           | 80                                   |          |    |                                      |                                      |                                      |  | 3 | UCLA                                        | 75                                          |                                             |  |   |                                    |                                    |                                    |  |
|  |                                      |                                      |                                      |          |    |                                      |                                      |                                      |  | 3 | UCLA                                        | 75                                          |                                             |  |   |                                    |                                    |                                    |  |
|  |                                      |                                      | 2                                    | Kentucky | 86 |                                      |                                      |                                      |  |   |                                             |                                             |                                             |  |   |                                    |                                    |                                    |  |
|  | 7                                    | Dayton                               | 2                                    | Kentucky | 86 | 58                                   |                                      |                                      |  |   |                                             |                                             |                                             |  |   |                                    |                                    |                                    |  |
|  | 7                                    | Dayton                               |                                      |          |    |                                      |                                      |                                      |  |   |                                             |                                             |                                             |  |   |                                    |                                    |                                    |  |
|  | 10                                   | Wichita State                        | 64                                   |          |    |                                      |                                      |                                      |  |   |                                             |                                             |                                             |  |   |                                    |                                    |                                    |  |
|  | 10                                   | Wichita State                        | 64                                   |          | 10 | Wichita State                        | 62                                   |                                      |  |   |                                             |                                             |                                             |  |   |                                    |                                    |                                    |  |
|  | Indianapolis                         |                                      |                                      |          | 10 | Wichita State                        | 62                                   |                                      |  |   |                                             |                                             |                                             |  |   |                                    |                                    |                                    |  |
|  |                                      |                                      | 2                                    | Kentucky | 65 |                                      |                                      |                                      |  |   |                                             |                                             |                                             |  |   |                                    |                                    |                                    |  |
|  | 2                                    | Kentucky                             | 2                                    | Kentucky | 65 | 79                                   |                                      |                                      |  |   |                                             |                                             |                                             |  |   |                                    |                                    |                                    |  |
|  | 2                                    | Kentucky                             |                                      |          |    |                                      |                                      |                                      |  |   |                                             |                                             |                                             |  |   |                                    |                                    |                                    |  |
|  | 15                                   | Northern Kentucky                    | 70                                   |          |    |                                      |                                      |                                      |  |   |                                             |                                             |                                             |  |   |                                    |                                    |                                    |  |
|  | 15                                   | Northern Kentucky                    | 70                                   |          |    |                                      |                                      |                                      |  |   |                                             |                                             |                                             |  |   |                                    |                                    |                                    |  |
|  |                                      |                                      |                                      |          |    |                                      |                                      |                                      |  |   |                                             |                                             |                                             |  |   |                                    |                                    |                                    |  |

#### Final South Regional
| Domingo, 26 de marzo | #2 Kentucky Wildcats                                               | 73–75                              | #1 North Carolina Tar Heels                               | |  |
| 4:05 p. m. CDT       | Marcador por tiempos: 33–38, 40–37                                 | Marcador por tiempos: 33–38, 40–37 | Marcador por tiempos: 33–38, 40–37                        | |  |
|                      | Estadísticas E. Adebayo, D. Fox – 13 E. Adebayo – 7 I. Briscoe – 8 | Reporte Pts Reb Asts               | Estadísticas J. Jackson – 19 K. Meeks – 17 J. Jackson – 4 | Pabellón: FedExForum – Memphis, TN Asistencia: 16.412 espectadores Árbitros: John Higgins, Keith Kimble, Mike Reed Televisión: CBS |  |

#### Mejor quinteto del South Regional
- Luke Maye (So., North Carolina) – Mejor jugador del torneo[5]
- De'Aaron Fox (Fr, Kentucky)
- Isaac Humphries (So., Kentucky)
- Joel Berry II (Jr, North Carolina)
- Justin Jackson (Jr, North Carolina)

### Final Four -University of Phoenix Stadium–Glendale, Arizona
|  | Semifinales Nacional 1 de abril | Semifinales Nacional 1 de abril | Semifinales Nacional 1 de abril |                |    | Final Nacional 3 de abril | Final Nacional 3 de abril | Final Nacional 3 de abril |  |
|  |                                 |                                 |                                 |                |    |                           |                           |                           |  |
|  |                                 |                                 |                                 |                |    |                           |                           |                           |  |
|  | E7                              | South Carolina                  | 73                              |                |    |                           |                           |                           |  |
|  | E7                              | South Carolina                  | 73                              |                |    |                           |                           |                           |  |
|  | W1                              | Gonzaga                         | 77                              |                |    |                           |                           |                           |  |
|  | W1                              | Gonzaga                         | 77                              |                | W1 | Gonzaga                   | 65                        |                           |  |
|  |                                 |                                 |                                 |                | W1 | Gonzaga                   | 65                        |                           |  |
|  |                                 |                                 | S1                              | North Carolina | 71 |                           |                           |                           |  |
|  | MW3                             | Oregon                          | S1                              | North Carolina | 71 | 76                        |                           |                           |  |
|  | MW3                             | Oregon                          |                                 |                |    | 76                        |                           |                           |  |
|  | S1                              | North Carolina                  | 77                              |                |    |                           |                           |                           |  |
|  | S1                              | North Carolina                  | 77                              |                |    |                           |                           |                           |  |
|  |                                 |                                 |                                 |                |    |                           |                           |                           |  |

#### Mejor quinteto de la Final Four
- Joel Berry II (Jr, North Carolina) – Final Four Most Outstanding Player[6]
- Nigel Williams-Goss (Jr, Gonzaga)
- Justin Jackson (Jr, North Carolina)
- Kennedy Meeks (Sr, North Carolina)
- Zach Collins (Fr, Gonzaga)

##### Semifinales
| Sábado, 1 de abril | #7 South Carolina Gamecocks                                | 73–77                              | #1 Gonzaga Bulldogs                                                     | |  |
| 3:09 p. m. MST     | Marcador por tiempos: 36–45, 37–32                         | Marcador por tiempos: 36–45, 37–32 | Marcador por tiempos: 36–45, 37–32                                      | |  |
|                    | Estadísticas P. J. Dozier – 17 C. Silva – 13 D. Notice – 3 | Reporte Pts Reb Asts               | Estadísticas N. Williams-Goss – 23 Z. Collins – 13 N. Williams-Goss – 6 | Pabellón: University of Phoenix Stadium – Glendale, AZ Asistencia: 77.612 espectadores Árbitros: John Higgins, Doug Sirmons, Jeff Anderson Televisión: CBS |  |

| Sábado, 1 de abril | #3 Oregon Ducks                                       | 76–77                              | #1 North Carolina Tar Heels                            | |  |
| 5:49 p. m. MST     | Marcador por tiempos: 36–39, 40–38                    | Marcador por tiempos: 36–39, 40–38 | Marcador por tiempos: 36–39, 40–38                     | |  |
|                    | Estadísticas T. Dorsey – 21 J. Bell – 16 D. Ennis – 3 | Box score Pts Reb Asts             | Estadísticas K. Meeks – 25 K. Meeks – 14 T. Pinson – 5 | Pabellón: University of Phoenix Stadium – Glendale, AZ Asistencia: 77.612 espectadores Árbitros: Ron Groover, Tony Padilla, Ted Valentine Televisión: CBS |  |

##### Final Nacional
| Lunes, 3 de abril | #1 Gonzaga Bulldogs                                                          | 65–71                              | #1 North Carolina Tar Heels                                 | |  |
| 6:20 p. m. MST    | Marcador por tiempos: 35–32, 30–39                                           | Marcador por tiempos: 35–32, 30–39 | Marcador por tiempos: 35–32, 30–39                          | |  |
|                   | Estadísticas N. Williams-Goss – 15 N. Williams-Goss – 9 N. Williams-Goss – 6 | Reporte Pts Reb Asts               | Estadísticas J. Berry II – 22 K. Meeks – 10 J. Berry II – 6 | Pabellón: University of Phoenix Stadium – Glendale, AZ Asistencia: 76,168 espectadores Árbitros: Verne Harris, Michael Stephens, Mike Eades Televisión: CBS |  |

| Campeón de la NCAA 2017            |
| ---------------------------------- |
| North Carolina Tar Heels 6º título |